# みよし市立北中学校
みよし市立北中学校（みよししりつ きたちゅうがっこう）は、愛知県みよし市にある公立中学校である。略称は北中（きたちゅう）。
生徒数は1000名弱であったが2006年（平成18年）4月に三好丘中学校と分離した。これにより現在の生徒数は600名程度である。グランパスユースの選手も同校に在籍しており、卒業生の中に吉田麻也や花井聖などグランパスユース出身者もいる。

## 沿革
- 1981年（昭和56年） - 三好町立三好中学校と分離し、三好町立北中学校として開校。
- 2006年（平成19年） - 三好町立三好丘中学校と分離。
- 2010年（平成22年） - 三好町の市制施行により、みよし市立北中学校となる。

## 校訓
1. 知性　たくましく知性を磨く生徒
2. 探究　ねばり強く探究する生徒
3. 実践　適切に判断し、活動する生徒

## 部活動
- 運動部
  - サッカー部
  - 野球部
  - バスケットボール部（男女）
  - 卓球部（男女）
  - ソフトテニス部（男女）
  - カヌー部（男女共同）
  - バレーボール部（男女）
  - 剣道部（男女）
  - 柔道部（男女）
- 文化部
  - 吹奏楽部
  - 日本文化部
  - 芸術部
  - 太鼓クラブ

## 学校行事
- 4月
  - 入学式・始業式
  - 健康診断
  - 家庭訪問
- 5月
  - 中間テスト
  - 体育祭
- 6月
  - 修学旅行（3年）
  - 自然教室（2年）
- 9月
  - 期末テスト
  - 学習診断テスト（3年）①
- 10月
  - 前期終業式
  - 文化祭
  - 合唱コンクール
- 11月
  - 学習診断テスト（3年）②
  - 中間テスト
- 1月
  - 学習診断テスト（3年）③
  - 書き初め大会
- 2月
  - 学習診断テスト（1,2年）
  - 3年生を送る会
- 3月
  - 泰斗式
  - 卒業式
  - 終了式

## 通学区域
以下の小学校区。
- みよし市立緑丘小学校
- みよし市立北部小学校

の通学区域内。
徒歩で通う生徒と自転車通学の生徒がいる。

## 制服
- 男子

夏服はカッターシャツに学生ズボン。冬服は黒の学ランに学生ズボン。学ランにはカラーが付いている。
- 女子

夏服、冬服共にセーラー服。リボンは水色で、自分で結ぶタイプのもの。夏服の襟が水色に白のライン2本である。また、冬服の襟は、白に青色のラインが2本入っている。スカートは紺色のひだスカートで、夏服は生地が薄くなっている。
なお、男女共冬服が正装とされている。

## 生徒会
- 北中の生徒会は会長(1名)、副会長(1名)、書記(男女それぞれ1名)、会計(男女それぞれ1名)の6名によって構成されている。
- 生徒会役員は半年に1回行われる生徒会役員選挙にて選出される。

## 周辺
- 東名高速道路 東名三好IC
- みよし市立緑丘小学校
- みよし市立北部小学校
- 名古屋刑務所
- 愛知県道54号豊田知立線
- 愛知県道231号米野木莇生線

## 交通
- 名鉄豊田線 三好ヶ丘駅より南へ約1.5km

## 卒業生
- 花井聖（プロサッカー選手、徳島ヴォルティス）
- 吉田麻也（プロサッカー選手、サウサンプトンFC）